# Premio O’Neill
El Premio O’Neill es un galardón que otorga el Real Teatro Dramático (conocido como Dramaten) de Suecia.

## Historia y características
Antes de morir, el 27 de noviembre de 1953, Eugene O'Neill testamentó los derechos de su obra Largo viaje hacia la noche al Real Teatro Dramático. La obra, escrita en 1941, aún no había sido estrenada.
El dramaturgo quiso expresar su agradecimiento al Real Teatro Dramático por la continua y permanente representación de sus obras, y por el demostrado aprecio de los suecos a sus piezas al otorgarle el Premio Nobel de Literatura en 1936.
El financiamiento del fondo Eugene O’Neill proviene del 8 % de los ingresos por la representación de dicha obra. 
La viuda del dramaturgo, Carlotta O’Neill, también donó los derechos de las obras A touch of the poet, Hughie y More Stately Mansions y declinó cualquier derecho por la representación en Suecia, de piezas escritas por su marido.
El premio consiste en 30 000 coronas suecas (aproximadamente 3 000 euros) y es administrado por el Fondo Comemorativo Eugene O’Neill.
Se otorga anualmente a -según los deseos expresados por O’Neill- los actores de alto merecimiento del Dramaten.
El primer estipendio fue otorgado a los actores Lars Hanson e Inga Tidblab en 1956, en la primera representación de la obra Un largo viaje hacia la noche.
El premio es uno de los más importantes y apreciados en el ambiente teatral sueco.

## Ganadores
- 1956 - Lars Hanson y Inga Tidblad
- 1957 - Tora Teje
- 1958 - Anders Henrikson
- 1959 - Gunn Wållgren
- 1960 - Ulf Palme
- 1961 - Eva Dahlbeck
- 1962 - Olof Sandborg
- 1963 - Georg Rydeberg
- 1964 - Sif Ruud
- 1965 - Holger Löwenadler
- 1966 - Gertrud Fridh
- 1967 - Olof Widgren
- 1968 - Irma Christenson
- 1969 - Jan-Olof Strandberg
- 1970 - Birgitta Valberg
- 1971 - Anders Ek
- 1972 - Anita Björk
- 1973 - Olle Hilding
- 1974 - Margaretha Krook
- 1975 - Ernst-Hugo Järegård
- 1976 - Toivo Pawlo
- 1977 - Ulla Sjöblom
- 1978 - Ingvar Kjellson
- 1980 - Allan Edwall
- 1981 - Aino Taube
- 1982 - Jarl Kulle
- 1983 - Ulf Johanson
- 1984 - Margaretha Byström
- 1985 - Sven Lindberg
- 1986 - Mona Malm
- 1987 - Hans Strååt
- 1988 - Bibi Andersson
- 1989 - Gunnel Lindblom
- 1990 - Thommy Berggren
- 1991 - Börje Ahlstedt
- 1992 - Erland Josephson
- 1993 - Lena Endre
- 1994 - Lennart Hjulström
- 1995 - Stina Ekblad
- 1996 - Per Myrberg
- 1997 - Krister Henriksson
- 1998 - Marie Göranzon
- 1999 - Keve Hjelm
- 2000 - Lil Terselius
- 2001 - Örjan Ramberg
- 2002 - Pernilla August
- 2003 - Björn Granath
- 2004 - Irene Lindh
- 2005 - Reine Brynolfsson
- 2006 - Lena Nyman
- 2007 - Rolf Skoglund
- 2008 - Anita Wall
- 2009 - Hans Klinga
- 2010 - Malin Ek
- 2011 - Johan Rabaeus
- 2012 - Kristina Törnqvist
- 2013 - Pontus Gustafsson
- 2014 - Thérèse Brunnander
- 2015 - Per Mattsson
- 2016 - Melinda Kinnaman
- 2017 - Jonas Karlsson
- 2018 - Ingela Olsson
- 2019 - Erik Ehn
- 2020 - Marie Richardson